# 扬·贝格尔
扬·贝格尔（捷克語：Jan Berger，1955年11月27日—），捷克前男子足球运动员，场上位置是中场。他曾代表捷克斯洛伐克国奥队参加1980年夏季奥林匹克运动会足球比赛，获得一枚金牌。